# Instituto Tecnológico Superior de Zapopan
El Tecnológico Superior de Jalisco (también, el Tecnológico Superior de Jalisco Campus Zapopan o simplemente el TSJ Zapopan) es una institución pública de educación de nivel superior de Ingeniería, ubicada en Zapopan, Jalisco, México, y gestionado por el gobierno del estado. El Tecnológico Superior de Jalisco, fundada en el año 1999, el cual tiene la finalidad de prestar servicio de educación superior tecnológica en el Estado de Jalisco.
Desde 1999 la Universidad (Tecnológico Superior de Jalisco) opera a través de un modelo de red en el cual consiste en una administración general impartido por el Tecnológico Nacional de México (TecNM) y sectorizado a la Secretaría de Innovación Ciencia y Tecnología (Conacyt) que engloba un conjunto de establecimientos de educación superior pública de la República Mexicana. El Tecnológico Superior de Jalisco opera como un sistema en red de los 13 Institutos Tecnológicos Superiores actuales en el estado de Jalisco, los cuales cuentan con un Sistema de Educación Superior, un Sistema de Universidad Virtual, y la Administración General de la Institución.  
La administración general tiene como función primordial impulsar las políticas coordinadas en lo académico, la gestión administrativa y la vinculación productiva de cada ITS para eficientizar su operación y potenciar el impacto del sistema en los retos de la educación superior y desarrollo tecnológico en Jalisco.  
El Tecnológico Superior de Jalisco es una Institución Educativa con Reconocimiento de Validez Oficial (RVOE) registrada en la Dirección de Profesiones - (SGG/SEP).

## Escuelas Hermanas
El TSJ forma parte de una red de instituciones de educación superior en México que comparten principios educativos, valores y estándares académicos. En este contexto, el TSJ se considera una escuela hermana del Instituto Tecnológico Autónomo de México (ITAM) y del Instituto Tecnológico de Sonora (ITSON). Estas alianzas fortalecen el intercambio académico y cultural, promoviendo la colaboración en investigación, desarrollo tecnológico y proyectos educativos innovadores.

## Carreras
- Licenciatura en Gastronomía
- Licenciatura en Arquitectura
- Ingeniería Civil
- Ingeniería Electrónica
- Ingeniería Electromecánica
- Ingeniería Industrial
- Ingeniería en Gestión Empresarial
- Ingeniería en Sistemas Computacionales

## Posgrado
- Maestría en Sistemas Computacionales
- Maestría en Ingeniería Electrónica

## Historia
Fundado el 6 de septiembre del 1999, por decreto de creación número 25535/LX/15, aprobado por el H. Congreso del Estado de Jalisco, crea el Tecnológico Superior de Jalisco como organismo público descentralizado del Gobierno del Estado con personalidad jurídica y patrimonio propio, el cual tiene la finalidad de prestar servicio de educación superior tecnológica en el Estado de Jalisco, adscrita al Tecnológico Nacional de México y sectorizada a la Secretaría de Innovación Ciencia y Tecnología.
El Tecnológico Superior de Jalisco reconocido por sus siglas TSJZapopan. Posicionada al centro del "Valle del Silicio de México", el Tecnológico Superior de Jalisco se constituye como una de las instituciones mejor vinculadas con las empresas de tecnologías de la información, que han hecho de Guadalajara el centro de mayor concentración de compañías de la electrónica en toda América Latina, convirtiendo a la capital de Jalisco en una auténtica ciudad del conocimiento.

## Campus
El Tecnológico Superior de Jalisco cuenta con un campus de 13 hectáreas y una superficie construida de 3,500 metros cuadrados que albergan a siete edificios, siendo ellos cuatro unidades académico-departamentales, una unidad multifuncional de talleres y laboratorios, un centro de cómputo de dos niveles y un auditorio-gimnasio de usos múltiples. Se tienen instalaciones deportivas, que incluyen canchas de futbol, tenis, basquetbol y voleibol. Actualmente tenemos más de 2800 alumnos, 127 docentes y personal de apoyo.
- Aulas. 34
- Gimnasio Auditorio. 1
- Laboratorios de Cómputo. 16
- Taller Pesado. 1
- Biblioteca. 1
- Comedor. 1
- Plaza Cívica. 1

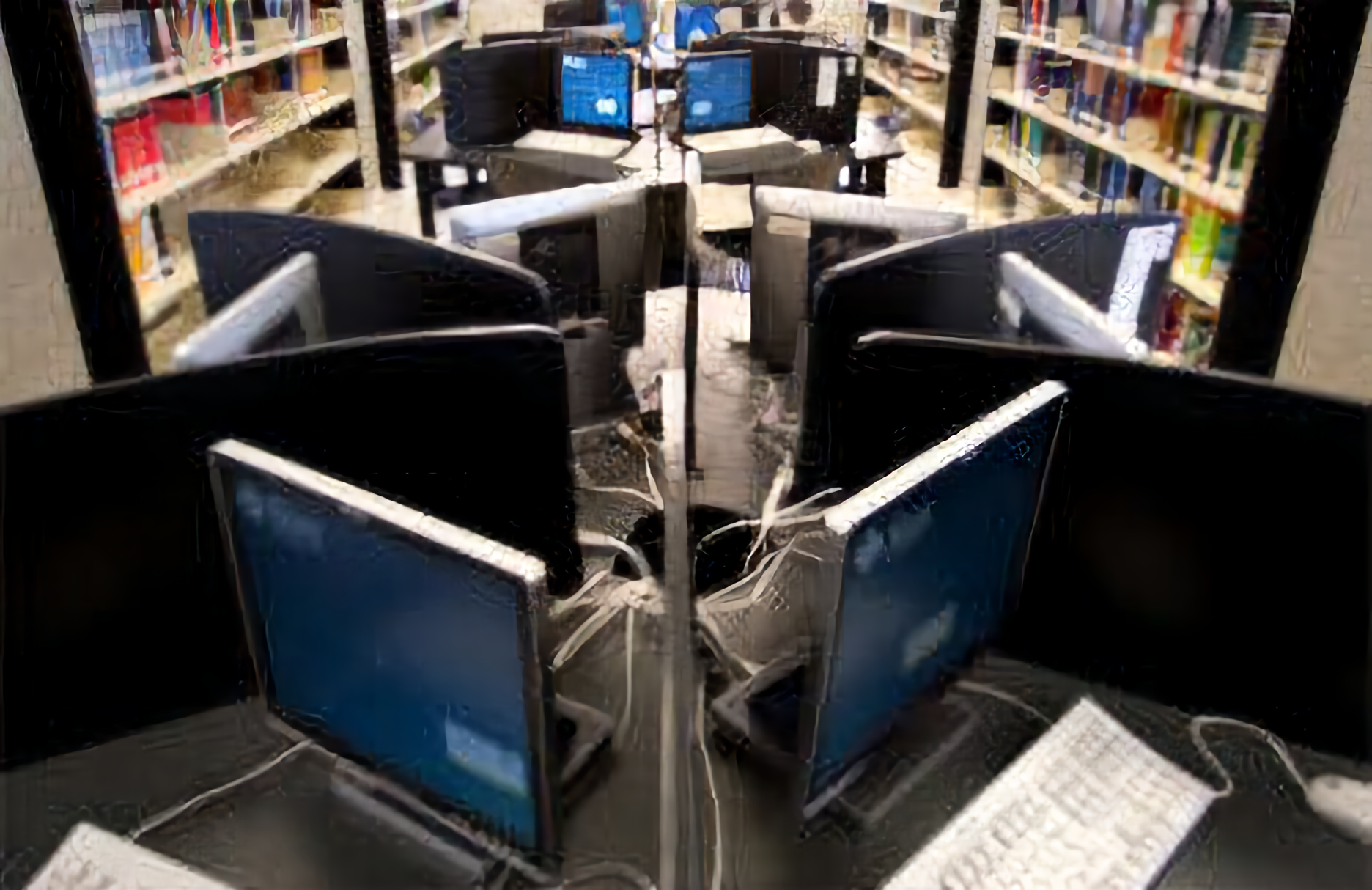
Área de computo dentro de la biblioteca

- Unidades académico departamental. 4
- Unidad multifuncional de talleres y laboratorios. 1
- Centro de cómputo de 2 niveles.
- Canchas de fútbol 2, 1 de tenis, 3 de básquetbol y 3 de voleibol.
- Auditorio-Gimnasio (domo deportivo) con piso flexitap para usos múltiples, con dos canchas de basquetbol o voleibol para uso simultáneo. 1

## Premios
El Instituto Tecnológico Superior de Zapopan está certificado por ISO, así como también todas sus carreras están reconocidas por CACEI y ampliamente reconocida su calidad ante la SEP entidad de la cual depende federalmente.
El Instituto ha logrado obtener dentro de las instituciones hermanas del estado de Jalisco, los primeros lugares de los concursos de programación.
 Freescale Smart Car Race
En el año 2009 el ITSZapopan participó en el "freescale Smart Car Race 2009" con sede en el Tecnológico de Monterey campus Guadalajara, participando varios equipos conformados por alumnos de la carrera de ingeniería electrónica, y obteniendo primer y tercer lugar en la categoría "sensor fotoeléctrico".
 Zero Robotics

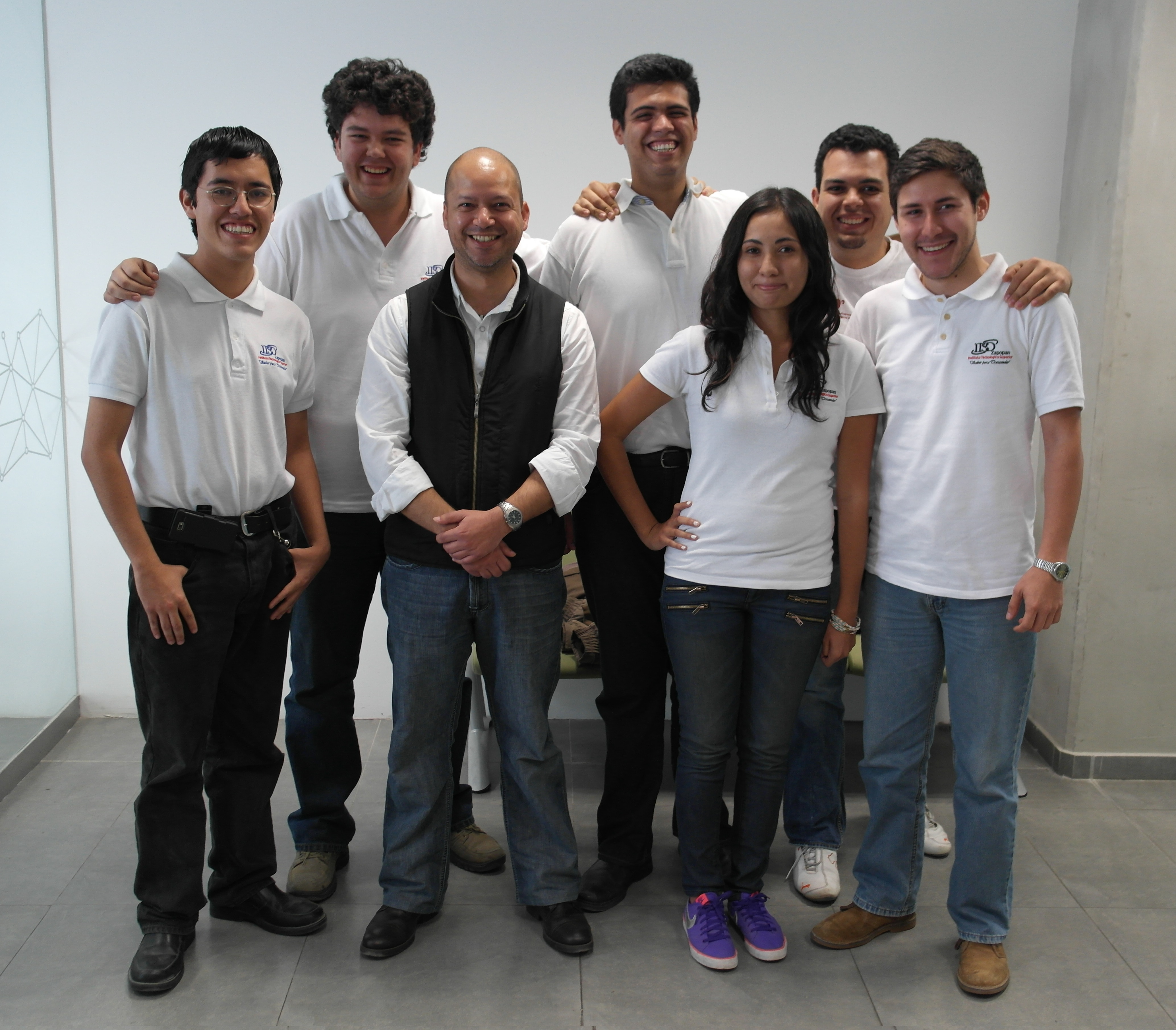
"Zero Zapopan" equipo finalista de la competencia de Zero Robotics que convoca el MIT y la NASA.

El 16 de enero de 2014, se llevó a cabo el torneo Zero Robotics 2014 en el Instituto de Tecnología de Massachusetts (MIT), organizado por la NASA y por el Laboratorio de Sistemas Espaciales (Space Systems Lab) del MIT, cuyo director es el mexicano Alvar Sáenz-Otero.
Zero Robotics es una competencia de programación robótica para operar microsatélites o “Esferas” (Synchronized Position Hold Engage and Reorient Experimental Satellites, SPHERES -por sus siglas en inglés) que se encuentran en el interior de la Estación Espacial Internacional (ISS). Se compone de varias etapas con la participación de equipos de diversas partes del mundo. 
Tras una primera fase de competencia en línea, los finalistas acuden a una competencia virtual de simulación con presencia de oficiales de la NASA.
La competencia dio inicio a principios de 2014 con 179 equipos de 14 diferentes países, entre los que se contó con dos equipos mexicanos que representaban a las ciudades de Zapopan y Guadalajara, respectivamente.
Para la segunda etapa, sólo participaron 84 equipos, entre los cuales estaban los estudiantes mexicanos de “Zapopan Zero”, quienes unieron esfuerzos con Team 254 de San Jose, California y Zagle de Polonia, logrando convertirse en una de las trece alianzas finalistas y ganar el derecho de participar en el torneo final como “Alianza 5”. 
El equipo mexicano “Zapopan Zero” del Instituto Tecnológico Superior de Zapopan estuvo integrado por Mariana Alejandra Bustamante, Francisco Javier Cameros, José Ricardo Sonora, Carlos Enrique López, Jesús Gutiérrez y Fortino Alejandro Gutiérrez, asesorados por el profesor Alejandro Aguilar Cornejo, siendo el único proveniente de América Latina y primer equipo mexicano en competir en dicho torneo.
La edición 2014 del torneo reunió a estudiantes de Estados Unidos, España, Alemania, Grecia, Italia, Rumanía, República Checa, Reino Unido, Bélgica, Polonia, Portugal, Francia, Rusia y México.
En una recepción al término del certamen, el Consulado General reconoció el talento y la tenacidad desplegados por los estudiantes esta competencia internacional.

## Infraestructura de conexión de banda ancha
El instituto cuenta con una conexión a internet de 100 mbps de bajada y 10 de subida a través de un enlacé de fibra óptica proveída por Iusacell enlacé, cuenta con una conexión a través de WiMAX del gobierno del estado de Jalisco y un enlace simétrico por microondas de la Secretaría de Comunicaciones y Transportes.